# Hypsipetes siquijorensis
Hypsipetes siquijorensis е вид птица от семейство Pycnonotidae. Видът е застрашен от изчезване.